# Digital Natural Motion
Digital Natural Motion (DNM) ist ein Verfahren der Fernsehtechnik, das fehlende Frames auf 2D-Basis aus umliegenden Bildern errechnet, indem es synthetische „Zwischenbilder“ erzeugt.
Das System wird hauptsächlich in Fernsehern des Herstellers Philips eingesetzt, die intern mit 60 Hz arbeiten, aber auch Filme mit 50 Halbbildern bzw. 25 Vollbildern pro Sekunde ruckelfrei wiedergeben sollen. Ebenso verhindert es die aus dem Kino bekannten unruhigen horizontalen Kamerafahrten, indem es mittels der errechneten Zwischenbilder für eine höhere Bewegungsschärfe sorgt.